# Jan Niers
Johannes Leonardus Maria (Jan) Niers (Hengelo, 15 juli 1925 – Denekamp, 29 oktober 2005) was een Nederlands politicus.
Niers was een geboren en getogen Tukker en de zoon van welgestelde katholieke winkelier. Naast leraar en advocaat in Hengelo was hij politiek actief als raadslid, statenlid en senator. Hij was de eerste gedeputeerde die in zijn 'eigen' provincie Overijssel commissaris van de Koningin werd. Niers zou dat zestien jaar lang blijven.
- Biografisch Portaal: 61310425
- Parlement.com: vg09ll3lnxvg